# 잭 에프론
잭 에프론(Zac Efron, 1987년 10월 18일 ~ )은 미국의 배우 겸 가수이다. 에프론은 2000년대 초부터 전문적으로 배우일을 시작했는데, 디즈니 채널의 오리지널 영화 《하이 스쿨 뮤지컬》과 WB 시리즈 《썸머랜드》에서 주연을 맡았고, 2007년 브로드웨이의 히트작을 영화로 다시 제작한 《헤어 스프레이》에 주연으로 출연해 인기를 얻었다. 에프론은 이후 《17 어게인》, 《나와 오슨 웰스》, 《세인트 클라우드》, 《뉴 이어스 이브》, 《더 럭키 원》과 같은 영화에서 주연으로 출연했다.

## 젊은 시절
에프론은 캘리포니아주 샌루이스오비스포에서 태어나 아로요 그란데로 이사를 갔다. 아빠 데이비드 에프론은 발전소의 전기 기술자였고, 엄마 스탤라 배스켓은 에프론과 같은 발전소에서 일하던 비서였다. 에프론은 남동생 딜란이 있고, 중산층 가정에서 "평범한 어린시절"을 보냈다고 말했다. 에프론은 종교를 가진 적이 없으며, 무신론자이다. 에프론의 성 "에프론"(עפרון)은 히브리어의 "종달새"를 의미한다(아빠의 할아버지가 유대인이였다).

## 경력

### 초기 경력

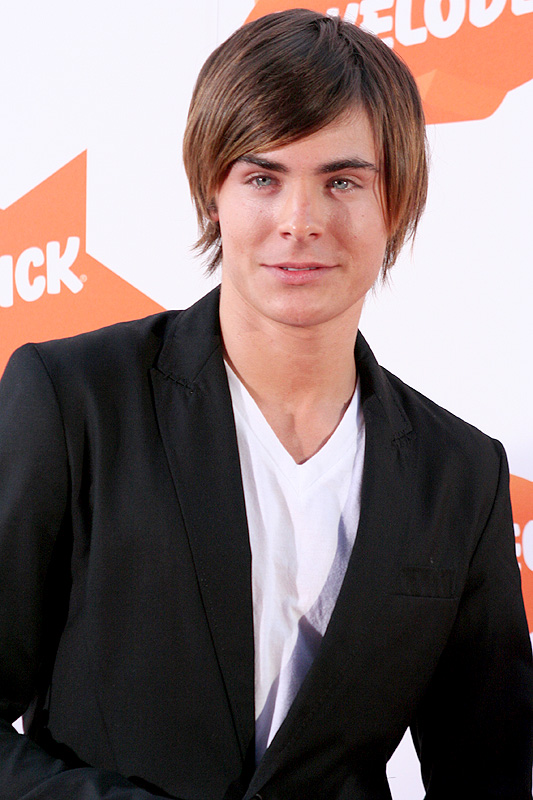
2008년 잭 에프론

2002년 에프론은 《파이어플라이》, 《ER》, 《가디언》을 포함한 여러 텔레비전 드라마에서 단역으로 출연하며 연기 활동을 시작했다. 또한 The WB 드라마 《썸머랜드》에 카메론 베일 역으로 출연했다. 원래는 잠시동안 출연하고 말 역할이였지만, 2004년 시즌 2부터 케이 파나베이커, 로리 로우린, 제시 맥카트니와 함께 정식 배역으로 출연을 시작했다. 《썸머랜드》 이후, 《CSI: 마이애미》, 《NCIS》, 《잭과 코디, 우리집은 호텔 스위트 룸》, 《리플레이스먼트》와 같은 작품의 단역으로 출연했다. 2003년에는 라이프타임의 오리지널 텔레비전 영화 《미라클 런》에 출연했다. 에프론은 자폐증을 가진 쌍둥이 형제 중 한 명인 스티븐 모건 역으로 출연했다. 당시 좋은 평가를 받으며 영 아티스트 어워드 최우수 퍼포먼스 인 TV 영화, 미니시리즈 아역 조연상 후보로 지명되긷00항였다는 호프 파트로의 노래 "Sick Inside" 뮤직비디오에 주연으로 출연했다. 같은 해, 《The Derby Stallion》에 패트릭 매카들 역으로 출연했다.

### 2006–현재

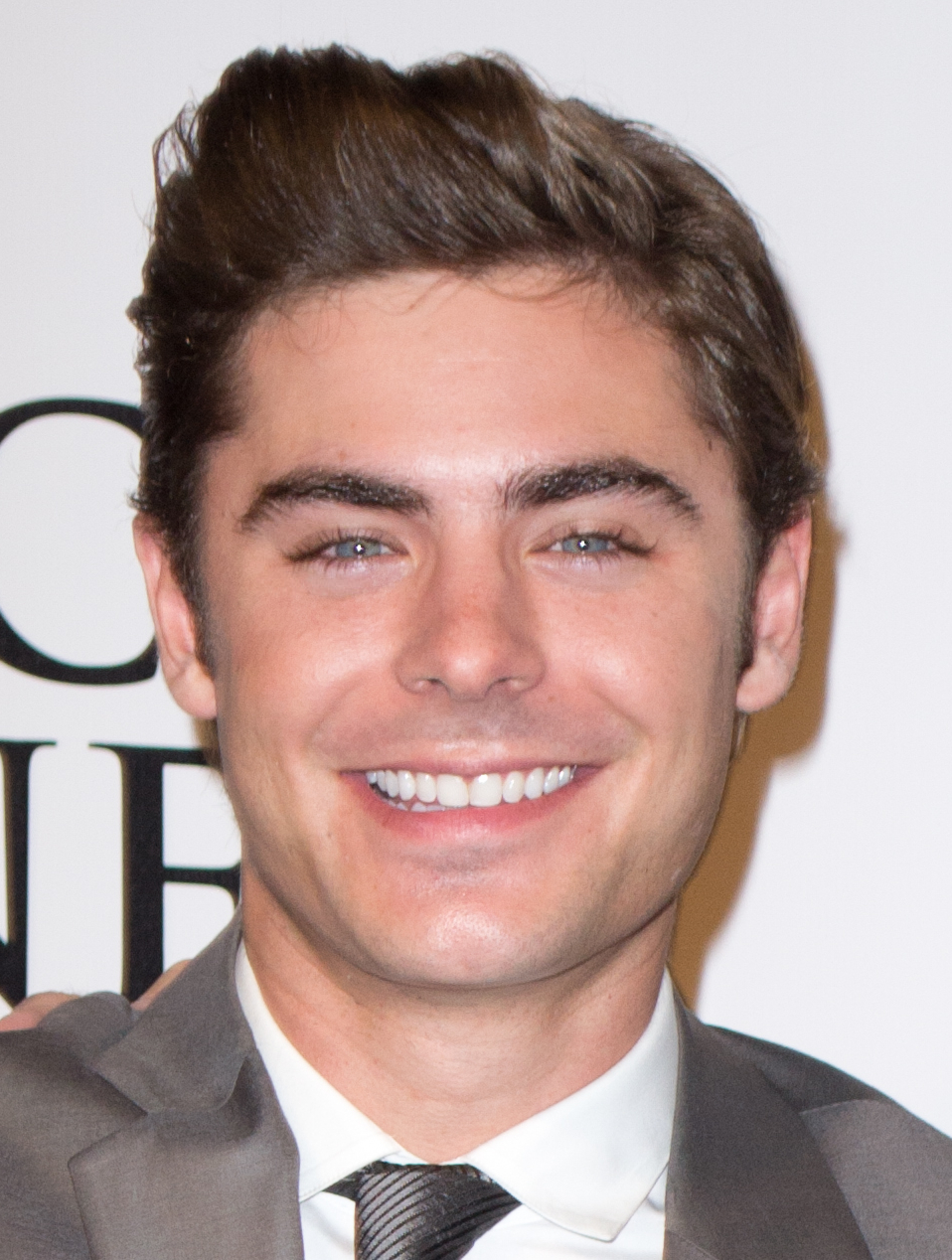
2012년 《럭키 원》 시사회에서

2006년 에프론은 디즈니 채널의 오리지널 영화 《하이스쿨 뮤지컬》에 학교 농구팀의 주장이자 인기 학생 트로이 볼튼 역으로 출연하며 인기를 얻기 시작했다. 에프론은 처음에 낮은 기대치를 가지고 출연한 영화라고 밝혔다. 하지만 10대들에게 큰 인기를 얻었고, 그 결과 IMDB에서 발표한 2006년 1월 29일자 스타미터 4위에 올랐다. 또한 2006년 8월 틴 초이스 어워드에서 TV: 브레이크아웃 스타를 비롯해 바네사 허진스와 함께 TV: 케미스트리를 수상했다. 이 시기 에프론은 영화 출연자들과 함께 시드니, 런던 등지로 영화 홍보 활동을 다녔다.
《하이스쿨 뮤지컬》이 개봉한지 얼마 안되고, 2006년 2월 4일자 빌보드 핫 100에 "Get'cha Head in the Game"과 바네사 허진스와 함께 한" Breaking Free"와 같은 두 개의 노래를 진입시켰다. 그 다음 주 차트에는 《하이스쿨 뮤지컬》에 나온 다섯 개의 노래를 동시에 진입시켰다: "Get'cha Head in the Game", "Start of Something New", "What I've Been Looking For: Reprise", "We're All in This Together", "Breaking Free". 특히 "Breaking Free"는 86위에서 4위로 상승하며 빌보드 핫 100 역사상 가장 빠른 상승을 한 노래라는 기록을 세웠지만, 이후 비욘세와 샤키라의 노래 "Beautiful Liar"라는 노래에 밀린다. 비슷한 시기 에프론은 2006 《디즈니 채널 게임스》의 레드팀 팀장으로 출연했다.
2007년 4월 7일에는 《펑크드》에 출연했다. 또한 바네사 허진스의 싱글 "Say OK"의 뮤직비디오에 출연했다. 2006년, 에프론은 영화 《헤어스프레이》의 링킨 라킨 역으로 캐스팅 되었다고 발표했고, 2007년 7월 20일 개봉되었다. 영화는 2006년 9월 5일부터 12월 2일까지 캐나다 토론토에서 촬영되었는데, 에프론은 영화에서 나오는 모든 노래를 자기가 직접 소화했다. 에프론의 연기는 평론가들에게 좋은 평가를 받았고, 영화도 좋은 평가를 받았다. 2006년 11월 30일부터는 하이 스쿨 뮤지컬: 더 콘서트라는 투어를 시작했는데, 에프론은 《헤어스프레이》때문에 참석하지 못했다. 2007년 8월에는 《하이 스쿨 뮤지컬 2》가 개봉되었다. 개봉시기 라이코스는 에프론에 대한 검색률이 81% 증가했다고 보도했다. 이 영화는 1,720만 명의 시청자로 가장 많은 시청자를 기록한 케이블 프로그램이라는 기록을 세웠다. 에프론은 또한 《롤링 스톤》 2007년 8월호 표지에 실렸다. 《롤링 스톤》은 기사에서 언잰가 액션 히어로 영화에 출연할 것을 기대했다. 이후 2007 틴 초이스 어워드에서 "페이버리 무비"를 수상했고, 그 해 10월 열린 니켈로디언 오스트레일리아 키즈 초이스 어워드에서 더 베로니카스와 함께 공동진행을 맡았다.

## 출연작

### 영화
- 2005년 The Derby Stallion - 패트릭 매카들 역
- 2006년 하이 스쿨 뮤지컬 High School Musical - 트로이 볼튼 역
- 2007년 헤어스프레이 Hairspray - 링크 라킨 역
- 2007년 하이 스쿨 뮤지컬 2 High School Musical 2 - 트로이 볼튼 역
- 2008년 하이 스쿨 뮤지컬 3 : 졸업반 High School Musical 3: Senior Year - 트로이 볼튼 역
- 2008년 미 앤 오손 웰스 Me and Orson Welles - 리차드 역
- 2009년 17 어게인 17 Again - 마이크 오도널, 10대 역
- 2010년 세인트 클라우드 Charlie St. Cloud - 찰리 세인트 클라우드 역
- 2011년 뉴욕의 연인들 New Year's Eve - 폴 역
- 2012년 리버럴 아츠 Liberal Arts - 냇 역
- 2012년 로렉스 Dr. Seuss' The Lorax - 테드 위긴스(목소리) 역
- 2012년 페이퍼보이 : 사형수의 편지 The Paperboy - 잭 제임스 역
- 2012년 더 럭키 원 The Lucky One - 로건 역
- 2013년 앳 애니 프라이스 At Any Price - 딘 위플 역
- 2013년 더 파크랜드 PARKLAND - 짐 캐리코 역
- 2014년 나쁜이웃들 NEIGHBORS - 테디 샌더스 역
- 2014년 댓 어쿼드 모먼트 : 그 어색한 순간 That Awkward Moment -
- 2015년 위아 유어 프렌즈 We Are Your Friends - 콜 카터 역
- 2016년 나쁜이웃들 2 NEIGHBORS 2 - 테디 샌더스 역
- 2016년 오 마이 그랜파 Dirty Grandpa - 제이슨 켈리 역
- 2016년 마이크 앤 데이브 니드 웨딩 데이츠 MIKE and DAVE Need Wedding Dates - 데이브 스탱글 역
- 2017년 위대한 쇼맨 The Greatest Showman - 필립 칼라일 역
- 2017년 베이워치 : SOS해상구조대 Baywatch - 맷 브로디 역
- 2017년 디재스터 아티스트
- 2018년 나는 악마를 사랑했다 - 테드 번디 역
- 2019년 더 비치 범
- 2020년 스쿠비! - 프레드 역 (목소리)
- 2022년 지상 최대 맥주배달 작전 - 잭 "치키" 도노휴 역
- 2023년 디 아이언 클로 - 케빈 폰 에릭 역
- 2024년 가족이라서 문제입니다 - 크리스 콜 역

### TV
- ER 시즌10
- CSI 마이애미 시즌3
- NCIS 시즌3

## 수상 내역
- 2006년 틴 초이스 어워드 초이스 TV: 브레이크아웃 스타상
- 2006년 틴 초이스 어워드 초이스 TV: 케미스트리상 (바네사 허진스와 함께)
- 2009년 제18회 MTV영화제 최고 남자 연기상 (하이 스쿨 뮤지컬: 졸업반)
- 2008년 MTV영화제 남우신인상
- 2007년 헐리우드영화제 올해의 앙상블상